# Озеленення

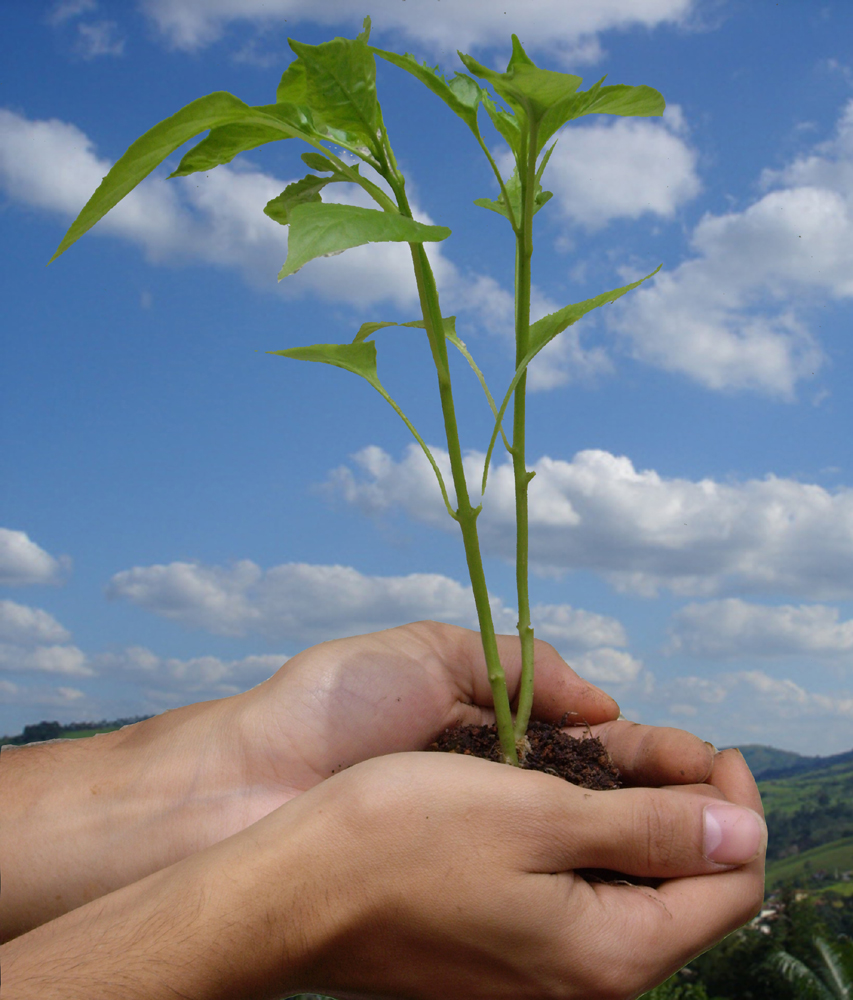

Озеленення — культивування на незайманих ділянках території населених місць дикорослих або окультурених рослин для поліпшення якості середовища. Рослинність, яку насаджують в місті забезпечує комфортні умови проживання людей, регулює газовий склад повітря і ступінь його забрудненості, клімат території, знижує вплив шумового фактора і є джерелом гарного відпочинку людей.
Озеленення у системі зовнішнього благоустрою міст має велике значення:
- зелені насадження значно зменшують наявність пилу й аерозолів в повітрі, відіграють роль фільтру;
- зелені насадження впливають на формування мікроклімату, діють на тепловий режим, вологість і ступінь рухомості повітря;
- декоративні рослини створюють широкі можливості для архітектурних композицій і планування міста;
- зелені насадження — місце активного й пасивного відпочинку населення.

## Схеми
- дисперсна схема озеленення (1930, Корбюзьє)
- центрична  схему озеленення (1921–25, Шестаков С.) — передбачала створення зеленого кільця навколо мегаполісу та проникнення зелені до центру у вигляді зелених клинів
- схему лінійних міст (Мілютін Н.) — полягала в тому, що в місті паралельно тягнулися три зони: житлової забудови, промислових підприємств, а між ними – смуга зелених насаджень

## Що входить до озеленення
- Створення газону та догляд за ним
- Створення та обслуговування декоративних водойм
- Створення квітників, живоплотів, альпійських гірок та інших елементів ландшафтного дизайну
- Догляд за рослинами, їхня посадка
- Докладний план насаджень

## Види озеленення
- Захисне озеленення (укріплення берегів річок та водойм)
- Вертикальне озеленення (використовують в’юнкі рослини, що ростуть на опорах чи стінах)
- Ландшафтне озеленення (озеленення присадибної ділянки чи місць загального користування)

## Вимоги до озеленення
Важливо, що роботи по озелененню виконували
кваліфіковані спеціалісти. Досвідчені робітники які мають чітке уявлення про
озеленення ділянки. Важливо вибирати якісні рослини та матеріали відповідні до виду роботи.

##### Рослини для озеленення
- Декоративні рослини
- Ліани
- Газон
- Рослини до водойм